# Eutidem (diàleg)
Eutidem, escrit el 380 aC, és el diàleg de Plató que satiritza les fal·làcies lògiques dels sofistes.
Descriu la visita pagada per Sòcrates i diferents joves a dos germans, Eutidem i Dionísodor, tots dos prominents sofistes.
L'objectiu principal d'Eutidem és contrastar l'argumentació socràtica i l'educació amb els sofistes, en detriment d'aquest últims. Igual que en molts dels diàlegs, els dos sofistes als qui Sòcrates argumenta en contra, Eutidem i Dionísodor, efectivament, eren gent real. Eutidem era famós en el moment d'escriure el diàleg, i és esmentat diverses vegades tant per Plató com per Aristòtil.
De la mateixa manera, Dionísodor és esmentat per Xenofont. El diàleg contrasta les maneres de Sòcrates amb les dels germans. Al llarg del diàleg, Eutidem i Dionísodor contínuament intenten atrapar Sòcrates amb arguments enganyosos i sense sentit, sobretot per demostrar la seva professió filosòfica superior.
Plató defineix Eutidem i l'argumentació de Dionísodor com a erística. Això significa literalment 'dissenyat per a discussions' (eris, 'lluita' en grec).
No importa com s'intenten refutar arguments erístics, l'argument està dissenyat perquè qualsevol mitjà d'impugnació produirà un error.
Per exemple, en un punt, Eutidem intenta demostrar la impossibilitat de la mentida:

"Els no-fets no existeixen no?" 
"I les coses que no existeixen no existeix enlloc, oi?" 
"No." 
"Ara, és possible a les coses que no existeixen ser objecte de cap acció, en el sentit que les coses que no existeixen en cap lloc no pot fer-se res amb elles?" 
"No ho crec. "
" Bé, llavors, quan els polítics parlen a l'Assemblea, no és una activitat? "
" Sí, ho és. "
" i si es tracta d'una activitat, estan fent alguna cosa.? "
" Sí "
" Llavors parlar és l'activitat, i també és fer alguna cosa. ? "
ell va estar d'acord
" Així ningú, parla coses no-existents: Vull dir, ja estaria, en parlar, fent alguna cosa, i has convingut en què és impossible que amb les coses que no existeixen no es pot fer res amb elles per ningú. Així has convigut al punt de vista que les mentides mai succeeixen: si Dionysodorus parla, explica fets - així és, la veritat. "